# Kletsnatte clowns
Kletsnatte clowns is een single van Herman van Veen. Het is afkomstig van zijn album En nooit weerom. Opnamen vonden plaats in Nederhorst den Berg.
Kletsnatte clowns, een lied over de tegenstelling lach en ernst, is een lied geschreven door Rob Chrispijn, Herman van Veen en Erik van der Wurff. De B-kant Wonderwat is afkomstig van het trio Chrispijn, van Veen en Laurens van Rooyen.
De single werd nergens een hit.